# Sweetheart of the Sun
| Recensione | Giudizio |
| ---------- | -------- |
| AllMusic   | [ 1 ]    |

Sweetheart of the Sun è il quinto album in studio del gruppo musicale femminile statunitense The Bangles, pubblicato nel 2011.

## Il disco
È il secondo album della band dopo la riunione del 2003, il primo come trio dopo l'abbandono del loro membro di vecchia data Michael Steele.
Dei dodici brano dell'album, dieci sono composizioni originali dei tre membri del gruppo, occasionalmente con qualche collaboratore esterno come la ex chitarrista delle Go-Go's Charlotte Caffey. Oltre a nuovo materiale scritto appositamente per l'album, alcuni brani sono stati scelti da un tesoro di brani inediti risalenti ai primi anni '90. Le due cover dell'album: Sweet and Tender Romance singolo di un gruppo femminile britannico the McKinleys e Open My Eyes del primo gruppo psichedelico di Todd Rundgren i the Nazz, risalgono agli anni '60.
È stata pubblicata anche un'edizione speciale disponibile esclusivamente nei negozi Barnes & Noble che include le versioni acustiche di Through Your Eyes e What a Life come bonus track.

## Tracce
1. Anna Lee (Sweetheart of the Sun) – 3:30 (S. Hoffs, V. Peterson, D. Peterson)
2. Under a Cloud – 4:07 (S. Hoffs, B. MacLeod, D. Schwartz)
3. Ball N Chain – 3:51 (D. Peterson, W. Igleheart)
4. I'll Never Be Through with You – 3:40 (S. Hoffs, V. Peterson, C. Caffey)
5. Mesmerized – 3:43 (S. Hoffs, V. Peterson, D. Peterson)
6. Circles in the Sky – 4:04 (V. Peterson)
7. Sweet and Tender Romance – 2:11 (J. Carter, K. Lewis, B. Bates)
8. Lay Yourself Down – 3:23 (V. Peterson)
9. One of Two – 3:29 (S. Hoffs, V. Peterson, D. Peterson)
10. What a Life – 3:22 (V. Peterson, D. Peterson)
11. Through Your Eyes – 3:50 (S. Hoffs, V. Peterson)
12. Open My Eyes (cover dei The Nazz) – 3:00 (T. Rundgren)

## Formazione
The Bangles
- Susanna Hoffs – voce, chitarra, cori
- Vicki Peterson – voce, chitarra, chitarra a 12 corde, slide guitar, cori
- Debbi Peterson – voce, batteria, percussioni, chitarra acustica, cori

Altri musicisti
- Derrick Anderson – basso
- Matthew Sweet – basso in Through Your Eyes
- Greg Leisz – mandolino, pedal steel guitar, lap steel guitar
- Greg Hilfman – tastiere
- Jim Scott – tastiere in Under a Cloud
- John Cowsill – cori in Circles in the Sky